# Đura Jakšić
Georgije „Đura” Jakšić (cyr. Георгије „Ђура“ Јакшић; ur. 27 lipca 1832 w Srpskiej Crnej, zm. 16 listopada 1878 w Belgradzie) – serbski pisarz, dramaturg i artysta malarz.
Był jednym z głównych reprezentantów romantyzmu serbskiego. W swojej liryce wyraził bunt przeciwko ówczesnej rzeczywistości w imię ideałów wolnościowych i patriotycznych. Był autorem realistycznych opowiadań z życia wsi oraz tragedii historycznej Seoba Srbalja (1863). Jako malarz tworzył głównie kompozycje historyczne i portrety.